# 科瓦利夫卡 (庫皮揚斯克區)
49°44′9″N 37°29′55″E / 49.73583°N 37.49861°E
科瓦利夫卡（烏克蘭語：Ковалівка）是位於烏克蘭東部的村莊，由哈爾科夫州庫皮揚斯克區的金德拉希夫卡市鎮負責管轄。該村始建於1712年，面積0.32平方公里，海拔高度132米，2001年人口44，人口密度每平方公里138.4人。